# Скопье (аэропорт)
Международный аэропорт Скопье (ИАТА: SKP, ИКАО: LWSK), (макед. Меѓународен аеродром Скопје) — самый большой аэропорт Северной Македонии, один из двух международных аэропортов страны (вместе с охридским аэропортом «Святой Апостол Павел»). Находится в 17 км к юго-востоку от Скопье в местечке Петровец.

## История

### Ранние годы
Аэродром был открыт в 1928 году, а в 1929 году авиакомпания «Аеропут» организовала постоянное авиасообщение с Белградом. Через год начались рейсы в Салоники, с 1933 года совершались рейсы и в Афины. В 1935 году компания «Аеропут» соединила Скопье с Битолой и Нишем, а также открыла международный маршрут, соединявший Вену и Салоники через Загреб, Белград и Скопье. В послевоенные годы перелётами из Скопье занялась компания JAT Yugoslav Airlines, соединившая Скопье со множеством других городов. Аэродром Скопье также использовался и военно-воздушными силами СФРЮ.

### 2000-е
В декабре 2006 года правительство Республики Македония предложило назвать аэропорт в честь Александра Македонского, что вызвало дипломатический скандал с Грецией. В 2008 году Правительство Республики Македонии подписало контракт сроком на 20 лет с турецкой компанией Tepe Akfen Ventures (TAV) на обслуживание обоих северомакедонских аэропортов в Скопье и Охриде. В сентябре 2011 года в аэропорту Скопье были открыты новый терминал, расширенная взлётно-посадочная полоса, новое административное здание, новый склад и дорога к парковке.
В начале 2018 года, в рамках урегулирования отношений с Грецией, был переименован в «Международный аэропорт Скопье».

## Рейсы
Регулярные и чартерные рейсы в Скопье и из Скопье осуществляются следующими компаниями:

## Статистика

### Перевозки
В 1990 году пассажиропоток составлял 312492 человека, к 2015 году он вырос до 1452465 чел. Тем не менее, случались и неожиданные снижения пассажиропотока: так, в 2001 году он упал примерно в два раза с 1005852 человек до 499789. В 2014 году пассажиропоток впервые с 2000 года превысил 1 млн. человек (1208359 человек).
| Год                             | Пассажиров | Изменения | Масса груза т, | Изменения | Вылетов | Изменения |
| ------------------------------- | ---------- | --------- | -------------- | --------- | ------- | --------- |
| 1991                            | 397,660    | ▲27,3%    | 1,088          | ▼41,9%    | 7,158   | ▲106,5%   |
| 1992                            | 390,025    | ▼1,9%     | 1,023          | ▼6,0%     | 7,079   | ▼1,1%     |
| 1993                            | 577,425    | ▲48,0%    | 4,338          | ▲324,0%   | 10,681  | ▲50,9%    |
| 1994                            | 603,447    | ▲4,5%     | 6,936          | ▲59,9%    | 10,803  | ▲1,1%     |
| 1995                            | 583,053    | ▲3,4%     | 10,205         | ▲47,1%    | 11,692  | ▲8,2%     |
| 1996                            | 422,598    | ▼27,5%    | 3,209          | ▼68,6%    | 8,618   | ▼26,3%    |
| 1997                            | 440,988    | ▲4,4%     | 4,881          | ▲52,1%    | 8,995   | ▲4,4%     |
| 1998                            | 511,784    | ▲16,1%    | 5,239          | ▲7,3%     | 10,321  | ▲14,7%    |
| 1999                            | 840,985    | ▲64,3%    | 11,682         | ▲123,0%   | 23,912  | ▲131,7%   |
| 2000                            | 1,005,852  | ▲19,6%    | 4,335          | ▼62,9%    | 24,234  | ▲1,3%     |
| 2001                            | 499,789    | ▼50,3%    | 3,262          | ▼28,8%    | 16,673  | ▼31,2%    |
| 2002                            | 520,497    | ▲4,1%     | 3,271          | ▲0,3%     | 13,725  | ▼17,7%    |
| 2003                            | 500,012    | ▼3,9%     | 2,083          | ▼36,3%    | 12,428  | ▼9,4%     |
| 2004                            | 497,105    | ▼0,6%     | 2,004          | ▼3,8%     | 10,940  | ▼12,0%    |
| 2005                            | 525,965    | ▲5,8%     | 1,815          | ▼9,4%     | 12,101  | ▲10,6%    |
| 2006                            | 547,198    | ▲4,0%     | 1,903          | ▲4,8%     | 12,637  | ▲4,4%     |
| 2007                            | 626,144    | ▲14,4%    | 2,194          | ▲15,3%    | 13,085  | ▲3,5%     |
| 2008                            | 658,367    | ▲5,1%     | 2,771          | ▲26,3%    | 10,666  | ▼18,5%    |
| 2009                            | 602,298    | ▼8,5%     | 2,125          | ▼23,3%    | 9,871   | ▼7,5%     |
| 2010                            | 716,000    | ▲18,9%    | -              | -         | -       | -         |
| 2011                            | 759,918    | ▲6,1%     | -              | -         | -       | -         |
| 2012                            | 828,831    | ▲9,1%     | -              | -         | -       | -         |
| 2013                            | 984,407    | ▲18,8%    | -              | -         | -       | -         |
| 2014                            | 1,208,359  | ▲22,7%    | -              | -         | -       | -         |
| 2015                            | 1,452,465  | ▲20,2%    | -              | -         | -       | -         |
| 2016                            | 1,649,374  | ▲13,6%    | 3,090          | ▲10,9%    | -       | -         |
| 2017 (с 1 января по 28 февраля) | 227,786    | ▲7,8%     | -              | -         | -       | -         |

### Самые распространённые рейсы
| Город                   | Аэропорт                | Авиакомпания                                           | Доля на рынке |
| ----------------------- | ----------------------- | ------------------------------------------------------ | ------------- |
| Стамбул                 | Ататюрк и Сабиха Гёкчен | Pegasus Airlines, Turkish Airlines                     | 12,6%         |
| Цюрих                   | Цюрих                   | Belair, Germania Flug, Edelweiss Air, Helvetic Airways | 10,2%         |
| Вена                    | Вена                    | Austrian Airlines                                      | 6,3%          |
| Базель, Мюлуз, Фрайбург | Базель-Мюлуз-Фрайбург   | Wizz Air                                               | 5,0%          |
| Мальмё                  | Мальмё                  | Wizz Air                                               | 4,8%          |
| Лондон                  | Лондон–Лутон            | Wizz Air                                               | 4,3%          |

### Ведущие перевозчики
| Rank | Carrier           | Market share |
| ---- | ----------------- | ------------ |
| 1    | Wizz Air          | 54,8%        |
| 2    | Turkish Airlines  | 8,7%         |
| 3    | Austrian Airlines | 6,4%         |
| 4    | Germania Flug     | 5,9%         |
| 5    | Pegasus Airlines  | 4,5%         |
| 6    | Другие компании   | 20,5%        |

## Наземные перевозки
Попасть из аэропорта в Скопье можно на такси или на автобусе (остановки в центре города у гостиницы Holiday Inn, на железнодорожном вокзале и у магазина Capitol Mall).

## Катастрофы и происшествия
- 24 июля 1992 года разбился самолёт Ан-12БК российской авиакомпании «Волга-Днепр», врезавшийся в гору у деревни Лисец. Пытаясь избежать вход в грозовой фронт, экипаж изменил курс, направившись в сторону горного района, но определить своё местонахождение относительно аэропорта пилоты не могли, так как бортовое радиодальномерное оборудование невозможно было использовать[13]. Все 8 человек на борту погибли[14].
- 5 марта 1993 года самолёт Fokker 100, летевший из Скопье в Цюрих, через несколько секунд после взлёта разбился. Расследование установило, что причиной стала ошибка экипажа — они не провели противообледенительную обработку. Из 97 человек на борту выжили только 14[15].
- 12 января 2008 года потерпел катастрофу вертолёт ВВС Республики Македонии Ми-17, летевший из аэропорта Мостар. Он врезался в гору у Катлановско-Блато при сильном тумане и загорелся. Погибли все 11 человек на борту[16].
- 13 февраля 2009 года самолёт Bombardier Dash 8 Q400 компании Austrian Airlines, следовавший рейсом OS780 в Вену, не сумел убрать шасси после взлёта и совершил экстренную посадку в том же Скопьевском аэропорту[17][18][19].
- В тот же день ещё один самолёт Bombardier Dash 8 Q400 компании MALÉV, следовавший рейсом 440 из Будапешта в Скопье, совершил экстренную посадку. В 16:05 CET пилот сообщил о неполадках в правом двигателе, но сумел посадить самолёт. Никто из 64 пассажиров не пострадал[19][20][21].
- 14 ноября 2011 года самолёт SOCATA TBM, вылетевший из нидерландского аэропорта Маастрихт-Ахен, задел несколько деревьев и совершил жёсткую посадку на траве. Никто из пяти человек на борту не пострадал, но самолёт получил серьёзные повреждения и был отправлен на ремонт[22].
- 11 февраля 2012 года самолёт Boeing 737-55S, следовавший рейсом 848 из Праги, совершил экстренную посадку после сообщений о дыме, шедшем из самолёта. На место посадки прибыли срочно пожарные расчёты и скорая помощь, но никто из пассажиров или членов экипажа не пострадал. Самолёт получил незначительные повреждения[23].
- 6 сентября 2016 года у местечка Ветреско в общине Велес разбился самолёт Piper PA-34-200T Seneca II, летевший в Скопье. Все 6 человек на борту погибли[24].